# Rodrigo Chaves Robles
Rodrigo Alberto de Jesús Chaves Robles (født 10. juni 1961) er en costaricansk økonom og politiker, som har været Costa Ricas præsident siden 8. maj 2022. Chaves var tidligere finansminister under Carlos Alvarado Quesadas præsidentperiode.

## Uddannelse og erhverv
Chaves Robles blev født 10. juni 1961 i distriktet Carmen i Costa Rica hovedstad San José. Han har en BS, MA og Ph.D. i økonomi fra Ohio State University. Før han blev udnævnt til minister, arbejdede han som Verdensbankens landedirektør for Indonesien og landene i Amerika, Europa og Asien.
I 1992, før han afsluttede sin Ph.D., tilbød Institute for International Development ved Harvard University ham et fire måneders stipendium til at udføre feltforskning i fattigdom, fattigdom i landdistrikter, mikrovirksomheder og mellemstore virksomheder i Indonesien. Da han var færdig med sin Ph.D, tilbød Verdensbanken ham et job til at offentliggøre sin forskning.

## Præsident
Chaves Robles annoncerede i juli 2021 sit kandidatur for Partido Progreso Social Democrático til præsidentposten i Costa Rica. Han og den tidligere præsident José María Figueres Olsen fra Partido Liberación Nacional (PLN) gik videre til den anden valgrunde i præsidentvalget 3. april 2022 som Chaves Robles vandt. Han tiltrådte som præsident den 8. maj 2022.